# Saliva
In fisiologia, la saliva è il liquido che viene secreto dalle ghiandole salivari situate nella cavità orale. Le tre coppie di ghiandole salivari sono le parotidi a secrezione sierosa pura, le sottomandibolari e le sottolinguali a secrezione mista prevalentemente sierosa per le prime e mucosa per le seconde.

## Composizione
La composizione della saliva umana risulta essere molto varia. Essa è un fluido composto da acqua (98-99%) e, per la parte restante, da molecole organiche e inorganiche; più dettagliatamente: 
- Elettroliti di cui:
  - 2-21 mmol/L ione sodio,
  - 10-36 mmol/L ione potassio,
  - 1,2-2,8 mmol/L ione calcio,
  - 0,08-0,5 mmol/L ione magnesio,
  - 5-40 mmol/L ione cloruro,
  - 25 mmol/L ione bicarbonato,
  - 1,4-39 mmol/L ione fosfato;
- Muco composto da glicosaminoglicano e glicoproteine;
- Composti antibatterici come l'enzima perossidasi e immunoglobuline di tipo A (IgA);
- Enzimi. I principali sono:
  - α-amilasi (EC3.2.1.1), conosciuta come ptialina
  - lisozima (EC3.2.1.17), con funzione antibatterica.
  - Lipasi (EC3.1.1.3).
  - Altri enzimi tra cui: fosfatasi acida (EC3.1.3.2), lattoperossidasi (EC1.11.1.7), superossido dismutasi (EC1.15.1.1), aldeide deidrogenasi (EC1.2.1.3);
- Cellule umane;
- Batteri e in certi casi anche virus;
- Altre sostanze in misura minore (pepsina, testosterone, urogastrone).

La saliva presenta mediamente un pH vicino alla neutralità che oscilla da 6,5 a 7,5 e al giorno ne viene prodotta una quantità variabile tra 0,6 e 2 litri. È caratterizzata dalla presenza di ormoni steroidei (comprendenti il cortisolo, il testosterone, il deidroepiandrosterone, gli estrogeni, il progesterone e l'aldosterone), peptidi, ioni inorganici ({\displaystyle {\ce {Fe^3+}}},{\displaystyle {\ce {Mg^2+}}},{\displaystyle {\ce {Na+}}},{\displaystyle {\ce {K+}}},{\displaystyle {\ce {Ca^2+}}},{\displaystyle {\ce {Cl-}}},{\displaystyle {\ce {HPO4^2-}}}e {\displaystyle {\ce {HCO3-}}}), composti organici e vari enzimi. È ricca anche di agenti (sostanze ed enzimi)  antibatterici come la lattoferrina (Lf), il lisozima, le mucine (MG1 e MG2), le immunoglobuline IgA, IgM, IgG, l'alfa-amilasi e composti organici come l'albumina, l'urea, gli acidi urici, i lattati e la creatinina.
La lattoferrina, una glicoproteina in grado di chelare due atomi di ferro per molecola è il più importante fattore dell'immunità naturale della saliva che protegge i tessuti dall'aggressione di batteri, miceti e virus patogeni. Differentemente dalla mucina salivare (MG2), che è riportata possedere un'attività candicida e battericida verso il micobatterio parodontale Aggregatibacter actinomyctemcomitans, la lattoferrina salivare, oltre ad avere un'attività antimicrobica dovuta alla sua capacità di legare due atomi di ferro per molecola sottraendolo ai batteri patogeni, possiede anche un'attività anti-infiammatoria dimostrata in vitro ed in vivo. 
La saliva contiene circa 20 µg/ml di lattoferrina mentre altri fluidi come quello crevicolare ne contengono 1,23 µg/ml. È stato inoltre dimostrato che i livelli di lattoferrina e MG2 sono alterati nei soggetti affetti da patologie orali. Queste alterazioni, ma soprattutto la diminuzione della concentrazione di MG2 e di lattoferrina, sono particolarmente importanti. In particolare, la diminuzione della concentrazione di lattoferrina è rilevante per l'insorgenza di processi infiammatori patologici che sono associati a tutte le patologie infettive del cavo orale. L'infiammazione patologica distruttiva, dovuta in parte alla carenza di lattoferrina nella saliva, è indotta anche da vari fattori come il sovraccarico di ferro libero e disponibile (circa 100 μM) nella saliva e nelle cellule. L'eccesso di ferro libero, dovuta alla carenza di lattoferrina, stimola la moltiplicazione microbica, la sintesi di radicali tossici dell'ossigeno (ROS), i processi infiammatori, la formazione di pigmenti e l'insorgenza di black stain. 

### Concentrazione di ferro libero nella saliva
La concentrazione di ferro libero nella saliva oscilla, in situazioni non patologiche, tra 0,1 e 1,0 µM, a seconda che l’analisi sia eseguita prima o dopo i pasti, mentre in situazioni patologiche raggiunge concentrazioni significativamente maggiori. L’aumento patologico del ferro libero intra ed extracellulare è conseguente ai disordini nell’omeostasi del ferro: sovraccarico di ferro nei tessuti e secrezioni e carenza di ferro in circolo (anemia da carenza di ferro). I dettagli nella seguente sezione.
Inoltre, va menzionato che le analisi del contenuto di ferro nella saliva, riportate in letteratura, sono riferibili al ferro totale e non distinguono mai la concentrazione di ferro libero da quello emico derivante dal sanguinamento (degradazione dell’emoglobina), importante fattore di crescita e di virulenza dei batteri patogeni anaerobi, associati alle parodontopatie.
È stato riportato che il sovraccarico di ferro libero e disponibile nella saliva è critico per il passaggio dei batteri dallo stato planctonico a quello sessile in biofilm che caratterizza le infezioni orali pressoché ineradicabili. Inoltre, poiché il sovraccarico di ferro libero può essere osservato non solo nelle secrezioni, ma anche all’interno delle cellule dell’ospite, i batteri Gram-positivi aerobi intracellulari facoltativi, come Streptococcus mutans ed i batteri Gram-negativi anaerobi intracellulari facoltativi, come Prevotella intermedia, ne usufruiscono per aumentare la loro moltiplicazione e, quindi, la severità delle gengiviti e delle parodontopatie.
Pertanto, i batteri patogeni competono con l’ospite per ottenere ferro sintetizzando delle piccole molecole (siderofori) ed i relativi recettori, oppure altri batteri patogeni, anaerobi facoltativi, come Porphyromonas gingivalis, acquisiscono il ferro direttamente dalla lattoferrina o dall’eme. Il risultato, quindi, della competizione tra la lattoferrina ed il batterio per l’acquisizione del ferro è considerato come uno dei più importanti fattori che consentono o meno la colonizzazione, la persistenza microbica nel cavo orale e la malattia. Il sovraccarico di ferro, nelle secrezioni o nei tessuti, caratterizza, quindi, lo stato patologico dell’ospite ed è dovuto:
- all’assenza o alla diminuzione della lattoferrina nella saliva;
- al sanguinamento delle gengive che induce il rilascio dell’eme;
- ai processi infiammatori;
- ad una carenza di ferro in circolo.

Il sovraccarico di ferro libero ed emico, pertanto, concorre all’aumento della suscettibilità dell’ospite alle infezioni inducendo la moltiplicazione dei batteri extracellulari e a quella degli intracellulari facoltativi associati alle gengiviti e alle parodontiti.
L’assenza o la diminuzione della lattoferrina nella saliva è correlata a carenze ormonali in quanto la sua sintesi è sotto il controllo degli estrogeni. Ne consegue che sia nelle donne in gravidanza che nella popolazione al di sopra dei 50 anni, la carenza di lattoferrina nella saliva aumenta la suscettibilità dell’ospite a patologie infettive del cavo orale come alitosi, gengiviti e parodontiti.
Nella saliva umana, il contenuto di ferro (da 0,1 a 1,0 µM) può aumentare a causa del sanguinamento gengivale dovuto alle infezioni ed ai relativi processi infiammatori. Pertanto, la saliva rappresenta un modello interessante per studiare l’influenza della concentrazione di ferro e lattoferrina sulle infezioni batteriche. Infatti, il diverso rapporto tra ferro e lattoferrina svolge un ruolo importante nello stile di vita di diversi batteri in quanto il ferro libero, dovuto alla completa saturazione in ferro della lattoferrina, modula l’aggregazione e la formazione del biofilm. Una saliva con numerosi batteri in forma aggregata è tipica di soggetti senza carie, mentre quella con scarsi aggregati è tipica di soggetti con carie.
Inoltre, in individui affetti da gengivite e parodontite, l’elevata concentrazione di ferro e la presenza di emina induce la moltiplicazione di microorganismi che, a loro volta, sintetizzano le proteasi con cui degradano la lattoferrina. La degradazione della lattoferrina a causa delle proteasi batteriche potrebbe essere responsabile, in vivo, della ridotta o assente attività della Lf. Occorre, tuttavia, ricordare che i risultati sull’associazione tra la concentrazione della lattoferrina nella saliva e le patologie microbiche del cavo orale possono essere influenzati dalla procedura sperimentale, dal flusso salivare, dalla presenza o assenza di ferro disponibile, dalla presenza di frammenti di lattoferrina derivanti dalla digestione enzimatica batterica, dall’età e dal sesso del soggetto e, pertanto, devono essere ben valutati.
Risulta evidente, quindi, seguire con attenzione le linee guida specifiche, prima di procedere alla raccolta dei campioni di saliva, al fine di minimizzare eventuali errori. In particolare, cibi e bevande non devono essere assunti almeno 2 ore prima del prelievo e le bevande alcooliche 24 ore prima, al fine di evitare la non attendibilità e la non ripetibilità dei risultati.

## Funzioni
La saliva svolge molteplici funzioni, prima fra tutte la difesa nei confronti dei patogeni orali. Il ruolo che svolge la saliva all'interno del cavo orale può essere così riassunta:
Diluizione ed eliminazione degli zuccheri;
- Capacità tampone, bilanciamento demineralizzazione/remineralizzazione;
- Azione di detersione per l'allontanamento dei batteri non ancora adesi, trasporto degli ioni calcio, fluoro e fosfato in tutto il cavo orale;
- Attività antimicrobica per la presenza di enzimi quali lisozima, lattoferrina, ione tiocianato, anticorpi specifici (IgA, IgG, IgM), sistema mieloperossidasico.

La variazione del flusso salivare può essere influenzata da numerosi fattori fisiologici e patologici, reversibili o irreversibili. La saliva gioca quindi un ruolo cruciale nel mantenimento della salute delle strutture del cavo orale, partecipa alla formazione del bolo alimentare come parte attiva nel processo di digestione degli alimenti e protegge il cavo orale da possibili infezioni. Inoltre, studi su di essa permettono di determinare i marcatori di malattie sistemiche, intercettare l'assunzione di droghe e farmaci ormonali.

## Secrezione

### Ghiandole secretorie
Le ghiandole che secretano la saliva nella cavità orale possono essere suddivise in due grosse categorie:
- Ghiandole salivari maggiori: sono tre grosse ghiandole extramurali pari annesse alla bocca che producono la maggior parte della saliva (il 93% del totale), e sono: 
  - Parotide: è la maggiore delle tre ghiandole, localizzata al di sotto del meato acustico esterno fra il ramo della mandibola e i fasci del muscolo sternocleidomastoideo. È molto voluminosa con un dotto principale, il dotto parotideo di Stenone, che si porta in avanti e medialmente, perfora il muscolo buccinatore della guancia e sbocca al livello della mucosa della guancia, all'altezza del secondo molare superiore. Il suo secreto è essenzialmente sieroso e si inattiva durante la notte;
  - Sottomandibolare: presente al di sotto del muscolo miloioideo. In avanti raggiunge la fossetta sottomandibolare, indietro invece non rimane sotto il miloioideo, bensì scavalca il margine posteriore del muscolo e ci si porta sopra raggiungendo la sottolinguale che si trova, appunto, sopra il muscolo miloioideo. Il dotto escretore, il dotto di Worton, sbuca proprio nella porzione che si trova sopra il muscolo miloioideo e sbocca sulla caruncola linguale, ai lati del frenulo della lingua. Ha un secreto prevalentemente sieroso ma è mista;
  - Sottolinguale: composta da varie unità ghiandolari, alcune delle quali munite di condotti propri che sboccano ai lati del pavimento della lingua, ai lati della caruncola linguale dove sono presenti delle pieghe arcuate della mucosa (pieghe sottolinguali), mentre altre confluiscono in un unico dotto escretore principale, il dotto del Bartolino, che sbocca a livello della caruncola linguale, di lato al dotto di Worton (più mediale). Hanno una secrezione mucosa anche se è una ghiandola mista;
- Ghiandole salivari minori: sono ghiandole intramurali situate nella mucosa e nella sottomucosa delle labbra (ghiandole labiali), delle guance (ghiandole malari), del palato (ghiandole palatine) e della lingua (ghiandole linguali) che secernono il 7% della saliva totale. La struttura è tubulo-acinosa più o meno complessa; la secrezione può essere sierosa, mucosa o mista. La saliva prodotta dalle ghiandole minori svolge le proprie funzioni (per esempio quelle lubrificanti e antibatteriche) nel territorio della parete buccale in cui si trovano le ghiandole stesse; a queste ghiandole competono poi funzioni ben determinate, come è il caso delle ghiandole posteriori del corpo della lingua che si aprono a livello delle papille vallate e foliate, mantenendo detersa la superficie mucosa e migliorando in tal modo la capacità di percezione gustativa. Quando sono colpite in maniera generalizzata da processi patologici si determina una diminuzione della secrezione con conseguente secchezza della mucosa orale (xerostomia) e predisposizione alle infezioni e alle malattie dentali (carie, periodontiti). Il processo patologico localizzato ad una ghiandola può manifestarsi con dolore e/o tumefazione. L'aumento di volume può essere dovuto ad una neoplasia, ma più frequentemente a condizioni non neoplastiche come infiammazioni e scialolitiasi.

### Secrezione di ioni nella saliva
La saliva contiene quantità particolarmente elevate di ioni potassio e bicarbonato. Al contrario, la concentrazione sia di ioni sodio che di ioni cloro è diverse volte inferiore nella saliva rispetto al plasma. Si possono comprendere queste particolari concentrazioni descrivendo il meccanismo di secrezione della saliva.
Una ghiandola tipica contiene acini e dotti salivari. La secrezione salivare è un'operazione svolta in due fasi: la prima fase coinvolge gli acini, la seconda i dotti salivari. Gli acini secernono una secrezione primaria che contiene ptialina e/o mucina in soluzione elettrolitica con concentrazione non molto differente da quella tipica del fluido extracellulare. Appena la secrezione primaria fluisce attraverso i dotti, hanno luogo due processi di trasporto attivo che modificano marcatamente la composizione ionica del fluido salivare.
In primo luogo, gli ioni sodio vengono attivamente riassorbiti dai dotti salivari e scambiati con ioni potassio (che quindi vengono attivamente secreti). Quindi, la concentrazione di ioni sodio nella saliva viene enormemente ridotta, mentre la concentrazione di ioni potassio viene aumentata. Ad ogni modo, vi è un eccesso nel riassorbimento di sodio sulla secrezione di potassio, e questo crea un potenziale elettronegativo di circa -70 millivolt nel dotto salivare; questo in cambio causa il riassorbimento passivo di ioni cloro. Quindi, la concentrazione di ioni cloro nel fluido salivare scende ad un livello molto basso, incontrando la diminuzione duttale di concentrazione di ioni sodio.
In secondo luogo, gli ioni bicarbonato vengono secreti dall'epitelio duttale nel lume del dotto. Ciò è parzialmente causato da uno scambio passivo di bicarbonato per ioni cloro, ma può risultare parzialmente anche da fenomeni di secrezione attiva.
Il risultato netto di questi processi di trasporto è che in condizioni di riposo, le concentrazioni di ioni sodio e cloro nella saliva sono di soli 15 mEq/L l'una, circa un settimo o un decimo delle loro concentrazioni plasmatiche. Al contrario, la concentrazione di ioni potassio è di circa 30 mEq/L, sette volte maggiore che nel plasma, e la concentrazione di ioni bicarbonato va da 50 a 70 mEq/L, circa due o tre volte quella plasmatica.
Durante la salivazione massimale, la concentrazione ionica salivare cambia considerevolmente perché il tasso di formazione della secrezione primaria da parte degli acini può aumentare fino a 20 volte. Questa secrezione acinare quindi fluisce attraverso il dotto così rapidamente che il ricondizionamento duttale della secrezione viene considerevolmente ridotto. Quindi, quando vengono secrete quantità copiose di saliva, la concentrazione di cloruro di sodio è circa la metà o i due terzi di quella plasmatica, e la concentrazione di potassio sale solo di quattro volte rispetto a quella del plasma.

#### Funzione della saliva nell'igiene orale
In condizioni basali, circa 0.5 millilitri di saliva, quasi interamente di tipo mucoso, vengono secreti ogni minuto; ma durante il sonno la secrezione cala leggermente. Questa secrezione gioca un ruolo estremamente importante nel mantenere salutari i tessuti orali. La bocca contiene un gran numero di potenziali batteri patogeni che possono facilmente distruggere tessuti e causare carie dentali. La saliva aiuta a prevenire questo processo deteriorativo in diversi modi.
In primo luogo, il flusso di saliva aiuta a rimuovere i batteri patogeni, e le eventuali particelle di cibo che forniscono loro supporto metabolico.
In secondo luogo, la saliva contiene diversi fattori che distruggono i batteri. Alcuni di questi sono gli ioni tiocianato e diversi enzimi proteolitici - di cui il più importante è il lisozima - che attaccano i batteri, aiutano gli ioni tiocianato nel penetrare i batteri dove questi ioni divengono battericidi, e digerendo le particelle di cibo, aiutando quindi anche a rimuovere il supporto metabolico dei batteri.
Infine, la saliva spesso contiene significanti quantità di proteine anticorpali che possono distruggere i batteri orali, inclusi quelli che causano carie dentali. In assenza di salivazione, i tessuti orali divengono ulcerati e facilmente infettabili, e il processo cariogeno può divenire rampante.

### Regolazione nervosa della secrezione salivare
Le ghiandole salivari sono controllate soprattutto da segnali nervosi parasimpatici che provengono dal nucleo salivatorio superiore e dal nucleo salivatorio inferiore del tronco encefalico.
I nuclei salivatori sono localizzati approssimativamente all'altezza della giunzione bulbopontina e sono eccitati da stimoli sia tattili che gustativi provenienti dalla lingua e da altre aree della bocca e della faringe. Molti stimoli gustativi, specialmente il sapore aspro (causato dagli acidi), elicita una secrezione copiosa di saliva - spesso da 8 a 20 volte il tasso di secrezione basale. Inoltre, certi tipi di stimoli tattili. come la presenza di oggetti a superficie liscia nella bocca (per esempio, un sassolino), causano una salivazione marcata, mentre oggetti ruvidi causano meno salivazione e occasionalmente la inibiscono.
La salivazione può anche essere stimolata o inibita da segnali nervosi in arrivo nei centri salivatori dai centri superiori del sistema nervoso centrale. Per esempio, quando una persona odora o assapora del cibo che possa ritenere piacevole, la salivazione è maggiore rispetto a quando l'odore o il gusto provato è associato ad una sensazione spiacevole. L'area dell'appetito del cervello, che in parte regola questi effetti, è localizzata in prossimità dei centri parasimpatici dell'ipotalamo anteriore, e funziona soprattutto in risposta a segnali dalle aree del gusto e dell'olfatto della corteccia cerebrale o dell'amigdala.
La salivazione avviene anche in risposta a riflessi originati nello stomaco e nell'intestino prossimale - in particolare quando cibi irritanti vengo deglutiti o quando una persona è nauseata per via di qualche anormalità gastrointestinale. La saliva, quando deglutita, aiuta a rimuovere il fattore irritante nel tratto gastrointestinale diluendo o neutralizzando le sostanze irritanti.
La stimolazione simpatica può anch'essa aumentare leggermente la salivazione, ma meno di quanto faccia la stimolazione parasimpatica. I nervi simpatici originano dal ganglio cervicale superiore e viaggiano lungo le superfici delle pareti dei vasi sanguigni che si portano alle ghiandole salivari.
Un secondo fattore che può influenzare la secrezione salivare è il flusso sanguigno alle ghiandole giacché la secrezione richiede sempre una quantità adeguata di nutrienti dal sangue. I segnali nervosi parasimpatici che inducono una salivazione copiosa dilatano moderatamente i vasi sanguigni. In addizione a ciò, la salivazione in stessa, dilata i vasi sanguigni, provvedendo ad un aumento della nutrizione delle ghiandole necessaria alle cellule secernenti. Parte di questo effetto vasodilatatorio addizionale è causato dalla kallikreina secreta dalle cellule salivari attive, che agisce come enzima dividendo una delle proteine plasmatiche, un alfa2-globulina, per formare bradikinina, un forte vasodilatatore.

#### Secrezione esofagea
Le secrezioni esofagee sono completamente mucose e forniscono principalmente lubrificazione per la deglutizione. Il corpo dell'esofago è dotato di molte ghiandole mucose semplici, Alla terminazione gastrica e in misura minore nella porzione iniziale dell'esofago, ci sono inoltre molte ghiandole mucose composte. Il muco secreto dalle ghiandole composte nell'esofago prossimale previene dalle escoriazioni mucosali del bolo, mentre le ghiandole composte situate vicino alla giunzione esofagogastrica proteggono la parete dell'esofago dalla digestione da parte dei succhi gastrici acidi che spesso rifluiscono dallo stomaco verso l'esofago distale. Nonostante questa protezione, a volte si può verificare l'insorgenza di un'ulcera peptica nella terminazione gastrica dell'esofago.

### Acquolina in bocca
Uno degli effetti della secrezione salivare, specie se in forma copiosa, è popolarmente definito acquolina in bocca, per il curioso generarsi di saliva alla sola vista di un alimento. 
Tale effetto è stato studiato da Ivan Petrovich Pavlov, con uno studio in cui veniva somministrato a dei cani del cibo dopo che questi erano stati sottoposti a segnali di tipo sonoro o luminoso. 
Lo studio di Pavlov ha consentito di accertare che la segnalazione del pasto generava negli animali, nel momento stesso in cui tale segnalazione veniva messa in atto, un riflesso condizionato con conseguente formazione di abbondante saliva.

## Test salivari
Recentemente, l'analisi della saliva viene considerata un saggio non invasivo per monitorare lo stato di salute sistemica e del cavo orale e per prevenire lo stato patologico di un individuo. La saliva è stata ampiamente studiata essendo necessaria al mantenimento della salute orale, grazie ai numerosi fattori di difesa naturale che la compongono, e per il suo alto contenuto di immunoglobuline e ormoni.

### L'esame del flusso salivare con o senza stimolazione
Viene eseguito alla poltrona, di solito a metà mattina. La raccolta deve avvenire all'interno di un contenitore millimetrato e deve essere eseguita nell'arco di 5 minuti; può essere eseguito con o senza stimolazione. La quantità raccolta deve risultare >1ml/min, altrimenti il flusso salivare verrà considerato ridotto.

### Potere tampone della saliva
Con questo termine si indica la capacità della saliva di riequilibrare il pH del cavo orale. Viene prelevata una piccola quantità di saliva con una pipetta; il liquido viene poi rilasciato su una particolare striscia-test che, dopo circa 5 minuti, cambia di colore. Il viraggio cromatico viene interpretato mediante confronto con un'apposita tabella-guida fornita con il test.

### Numero di colonie diS. mutanseLactobacilli
Sono i principali responsabili della carie, presenti nella saliva in quantità proporzionale rispetto alla placca batterica. Difatti una saliva con numerosi batteri in forma aggregata è tipica di soggetti senza carie, mentre quella con scarsi aggregati è tipica di soggetti con carie. Viene prelevata una piccola quantità di saliva con una pipetta per poi metterla a contatto con due terreni di coltura specifici per le due specie batteriche, posti contemporaneamente sullo stesso supporto in plastica. Il periodo di incubazione in termostato è di 48 ore ad una temperatura di 37 °C. Al termine, i due terreni di coltura verranno confrontati con apposite tabelle di riferimento. 

### Test HIV
Il test HIV può essere effettuato sulla saliva (essudato gengivale) in quanto, in caso di infezione, contiene gli anticorpi IgG e IgM anti-HIV. Il test è costituito da un supporto solido monouso con una paletta sterile da applicarsi sulle arcate gengivali superiore e inferiore ed un’area di reazione contenente antigeni HIV-1/2. Dopo l’applicazione, la paletta viene messa a contatto con l’area di reazione del supporto solido e la presenza di anticorpi anti-HIV viene messa in evidenza come barra rossa nella zona T. Una seconda banda di controllo, che si deve sempre formare nella zona C, indica che il test è avvenuto correttamente. Il test è NON REATTIVO o NEGATIVO quando compare solo la banda di controllo nella zona C. Significa che non ci sono anticorpi contro l’HIV nella saliva. Il test è NON REATTIVO o NEGATIVO quando compare solo la banda nella zona C. Significa che non ci sono anticorpi contro l’HIV nella saliva. Il test è REATTIVO o POSITIVO quando compaiono due bande nelle zone T e C. Significa che sono presenti anticorpi contro l’HIV nella saliva che possono indicare lo stato di infezione da HIV. Per la diagnosi dell’infezione è comunque richiesto un ulteriore test tradizionale sul sangue con la metodiche ELISA e la conferma con il test Western Blot. Il test è INVALIDO quando non compare nessuna banda, probabilmente per una incorretta applicazione della paletta o per un mancato funzionamento del kit. In questo caso il test su saliva va ripetuto. Il test su saliva è sicuramente affidabile, ma ha una sensibilità leggermente inferiore rispetto al test tradizionale sul sangue. Inoltre non è un test quantitativo e la sua attendibilità può essere influenzata da condizioni particolari di secchezza del cavo orale o dall’aver assunto cibi o liquidi negli ultimi 15 minuti.

### Test SARS-Cov-2
Recentemente, a causa della pandemia da SARS-Cov-2, sono stati sperimentati test salivari di tipo molecolare (che rilevano cioè la presenza nel campione dell'RNA del virus) e di tipo antigenico (che rilevano nel campione le proteine virali). Il prelievo di saliva risulta essere indubbiamente più semplice e meno invasivo rispetto al tampone naso-faringeo. 
Nella Circolare del Ministero della salute n. 5616 del 15 febbraio 2021 "Aggiornamento sull'uso dei test antigenici e molecolari per la rilevazione di SARS-CoV-2", viene precisato che alcuni test antigenici di laboratorio sono validati anche sulla saliva: pertanto, la facilità di prelievo li rende facilmente utilizzabili anche per lo screening di ampi numeri di campioni, in contesti per i quali i tempi di ottenimento dei risultati sono compatibili con la processazione in laboratorio, come per le comunità scolastiche a basso rischio.